# Masets de Ponciano
Els Masets de Ponciano és una masia amb diversos edificis -dels quals només en queda un- del poble de Sapeira, de l'antic terme ribagorçà de Sapeira, pertanyent actualment al municipi de Tremp.
Està situada al nord-oest de Sapeira, al vessant nord de la serreta on s'assenta el poble de Sapeira, en un coster a l'esquerra del barranc de Llepós. Té a ponent seu els masos de Coró i de Barreda.